# 세스 챈들러

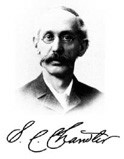

세스 칼로 챈들러 2세(Seth Carlo Chandler, Jr., 1846년 9월 16일 ~ 1913년 12월 31일)는 미국의 천문학자이다.
1881년 하버드 대학교 천문대와 협력해 혜성 발견의 전화전달체계를 확립했다. 또 위도를 정확히 관측하고자 부유천정의를 발명하여 명성을 얻었다. 1891년에는 지구의 위도 변화를 알아내고, 14개월이라는 챈들러 주기를 발견했다.